# Equipo de Copa Davis de Guatemala
El Equipo guatemalteco de Copa Davis, representa a Guatemala en la competencia de Copa Davis de tenis y se rigen por la Federación Nacional de Tenis de Guatemala.
Guatemala actualmente compite en el Grupo II de la Zona Americana. Ellos han alcanzado las semifinales del Grupo II de la Zona Americana, en solo tres ocasiones.

## Historia
Guatemala participó en su primera Copa Davis en 1990. 

## Plantel
| Jugador                   | Individuales | Dobles |
| ------------------------- | ------------ | ------ |
| Christopher Díaz-Figueroa | 22 - 8       | 9 - 5  |
| Wilfredo González         | 4 - 2        | 7 - 1  |
| Stefan Emilio González    | 0 - 0        | 2 - 0  |